# Lucian Boia
Lucian Boia (Bucarest, 1º febbraio 1944) è uno storico e docente romeno.

## Biografia
Nacque a Bucarest, nel quartiere Cotroceni, il 1º febbraio 1944 da Aurel Boia e Fulvia Morandini, di origini italiane di Predazzo, anche se la famiglia pochi mesi dopo si trasferì temporaneamente a Câmpulung, paese originario della famiglia paterna, per sfuggire ai bombardamenti alleati sulla capitale.
Si è diplomato presso la sezione umanistica del collegio di San Sava di Bucarest, iscrivendosi nel 1962 alla Facoltà di Storia dell'Università di Bucarest.

## Opere
- (RO) Istorie şi mit în conştiinţa românească, Humanitas, 1997.
- (RO) Omul şi clima. Teorii, scenarii, psihoze, Bucarest, Humanitas, 2015.
- (RO) Cum am trecut prin comunism. Primul sfert de veac, Humanitas, 2018.
- (RO) Cum am trecut prin comunism. Al doilea sfert de veac, Humanitas, 2019.